# Steakhouse
 (mars 2021).
Si vous disposez d'ouvrages ou d'articles de référence ou si vous connaissez des sites web de qualité traitant du thème abordé ici, merci de compléter l'article en donnant les références utiles à sa vérifiabilité et en les liant à la section « Notes et références ».

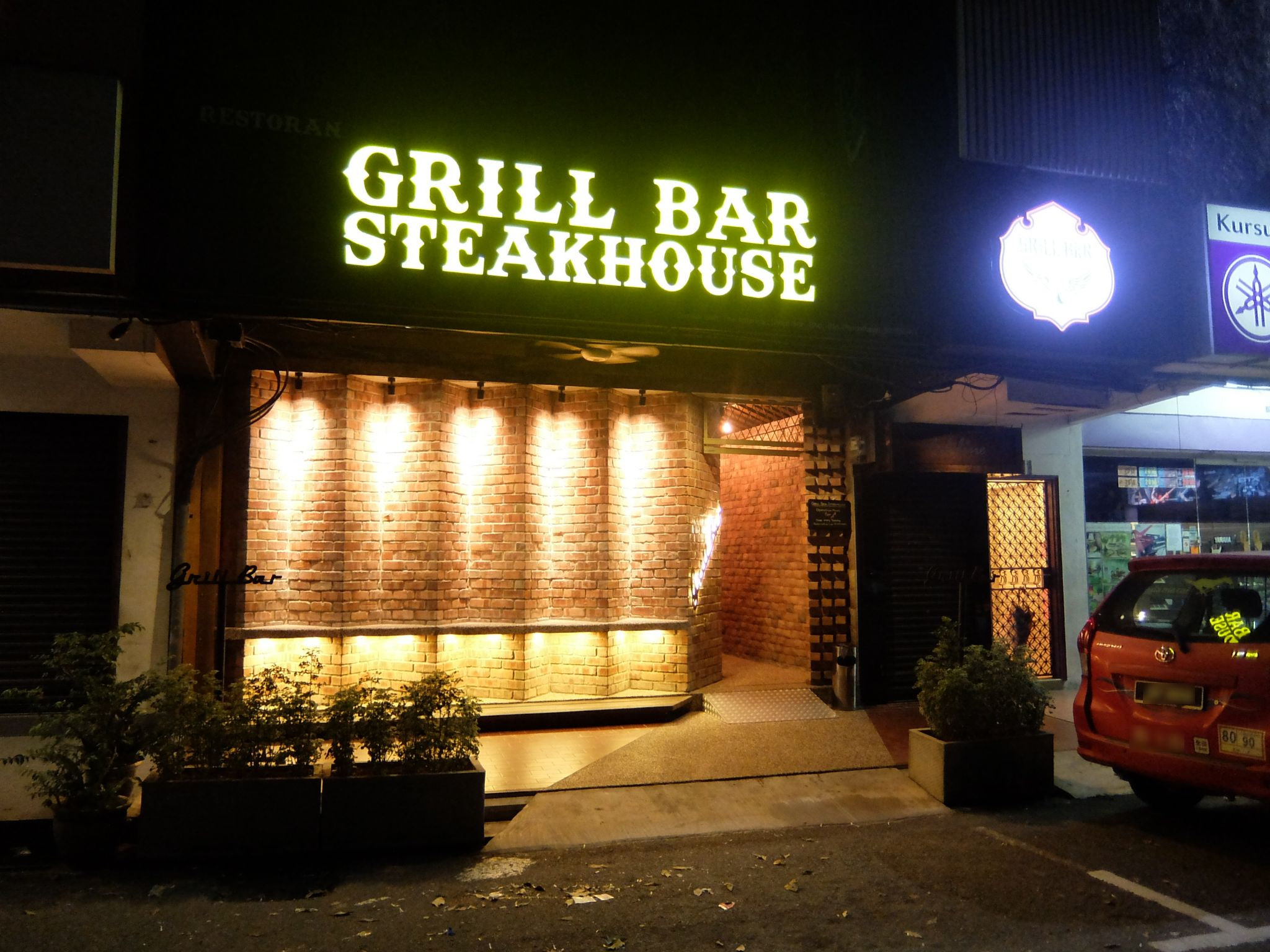
Steakhouse restaurant à viande

Un Steakhouse, ou restaurant à viande, ou encore restaurant à grillade, est un restaurant spécialisé dans les viandes. Dans ces restaurants, l'offre de viande la plus généralisée est le bœuf grillé, même si on y trouve aussi au menu du porc, de l'agneau, des volailles, du gibier, voire quelques plats de poisson ou de fruits de mer. Des chaînes de ce type de restaurant se sont d'abord développées en grand nombre aux États-Unis, pays où le steak frites est un plat très populaire. Ces établissements, appartenant le plus souvent à une chaîne de restaurants, sont connus aux États-Unis sous le nom de steakhouses (ce qui en anglais veut dire « maisons du steak »). Les différents plats de viande sont servis accompagnés de frites, pommes au four, haricots verts, crème d'épinards, tomates ou salades César.

## Historique en France
En France, l'un des plus anciens restaurants à viande « à la française » est Le Louchébem, toujours actuellement en activité, ouvert à Paris en 1878. Situé dans le quartier des Halles, Le Louchébem était rapidement et facilement fourni en viande ou autres ingrédients grâce au célèbre marché historique de ce quartier central de la capitale française (le restaurant est à l'ancien emplacement des abords mêmes de l'ancien marché). Le mot louchébem désigne d'ailleurs le jargon particulier des bouchers de ce quartier et de son marché. Bien après l'ouverture du Louchébem, commencèrent à se développer au cours de la seconde moitié du XXe siècle les chaînes de restaurants de viande, d'abord par une exportation d'un concept de restaurant suisse, la brasserie « Café de Paris », et ensuite par une influence des restaurants américains de type steakhouse (comme Buffalo Grill et Hippopotamus, qui imitent le concept du steakhouse).
- 1878 : ouverture à Paris du Louchébem dans le quartier des Halles. Le Louchébem est toujours ouvert actuellement.
- Années 1930-1940 : la brasserie Café de Paris (à Genève, en Suisse) lance un concept de restaurant où un seul plat est proposé au menu, une entrecôte coupée en quelques tranches et nappée d'une sauce particulière, la sauce Café de Paris. Cette brasserie de Genève est toujours en activité.
- 1959 : Paul Gineste de Saurs ouvre à Paris, Porte Maillot, Le Relais de Venise – L'Entrecôte, un établissement qui reprend le même concept de restaurant que la brasserie « Café de Paris » de Genève. La famille Gineste de Saurs ouvrira par la suite d'autres restaurants à Paris et en province, mais aussi à l'étranger. Le restaurant de la Porte Maillot est toujours en activité.
- 1968 : Christian Guignard lance à Paris la première chaîne de « steakhouses à la française » avec l'ouverture du premier restaurant Hippopotamus.
- 1974 : Jacques Salmon, à Megève (Haute-Savoie), transforme son restaurant Le Refuge dans le premier restaurant de la chaîne La Boucherie.
- 1980 : Ouverture du premier restaurant Buffalo Grill à Avrainville, dans l'Essonne (France).

## Profitabilité
Plusieurs raisons permettent une profitabilité supérieure à un restaurant classique :
- Plus forte capacité de négociation lors de l'achat de l'aliment principal (la viande).
- Temps de préparation court (cuisson) une fois la commande passé.
- Nombre restreint des accompagnements (ex: frites, haricots verts, salade), d'où moindre frais de logistique et de main d'oeuvre pour les préparer.
- Peu ou pas de nécessité d'avoir des cuisiniers employés des heures avant le service afin de préparer des plats ou des entrées, puisque l'essentiel du travail de cuisine sera de sortir la viande du congélateur puis la cuire.
- Personnel en cuisine peu qualifié, donc moins couteux.
- Carte des menus qui varie peu ou pas.
- Peu ou pas de risque de préparations invendues puisque les viandes ne sont cuites qu'une fois la commande passée.

Tout ceci permettant d'expliquer le grand nombre de franchises de ces restaurants.

## Chaînes de restaurants à viande

### Chaînes françaises
Le Relais de Venise – L'Entrecôte, fondé à Paris (boulevard Pereire) par Paul Gineste de Saurs en 1959. Ses héritiers ont divisé son héritage en deux autres chaînes : Le Relais de l'Entrecôte et L'Entrecôte. Ces restaurants fondés par Paul Gineste de Saurs sont basés sur le principe du plat unique au menu : une entrecôte nappée d'une sauce dont la recette est propre à la maison, c'est-à-dire, le plat « entrecôte Café de Paris ».
De nos jours, les trois chaînes dominantes de ce marché en France (Buffalo Grill, Hippopotamus et La Boucherie ) offrent un menu au choix qui reste plus classique et plus varié.
- Le Relais de Venise – L'Entrecôte (restaurants à Paris, Londres, Mexico et New York)
- Le Relais de l'Entrecôte (restaurants à Paris, Genève, Zurich, Beyrouth, Doha, Dubai et Koweït)
- L'Entrecôte (restaurants à Toulouse, Bordeaux, Nantes, Montpellier, Lyon et Barcelone)
- Hippopotamus (nombreux restaurants en France et dans le monde)
- Maison Carne ( Restaurants à Nîmes , Montpellier , Aix-en-Provence , Béziers , Marseille , Barcelone et Gérone )
- Buffalo Grill (nombreux restaurants en France et dans le monde)
- La Boucherie (nombreux restaurants en France et dans le monde)
- Bistro Régent (nombreux restaurants en France)

### Chaînes d'autres pays
- Barberian's Steak House
- Bâton Rouge
- The Big Texan Steak Ranch
- Bugaboo Creek Steak House
- Café de Paris
- Charlie Brown's Steakhouse
- Claim Jumper (en)
- DelFrisco's Double Eagle Steak House
- Don Shula's
- Fleming's Prime Steakhouse & Wine Bar
- Gallagher's Steak House
- Gene and Georgetti's
- Gorat's
- Hereford House
- Hoss's Steak and Sea House
- Jeff Ruby's Steakhouses
- KC Steakhouse
- Logan's Roadhouse
- Lone Star Steakhouse & Saloon
- Longhorn Steakhouse
- Manny's Steakhouse
- Michael Jordans Steakhouse
- Mister C's
- Mitchell's Steakhouse
- Morton's
- Murray's Steakhouse
- Olives et Aromates
- Outback Steakhouse
- Peter Luger
- Ponderosa Steakhouse
- Quaker Steak & Lube
- Roadhouse Grill
- Ruth's Chris Steak House
- St. Paul Grill
- Saltgrass Steakhouse
- Sizzler
- Smith and Wollensky
- Stoney River Legendary Steaks
- Texas Roadhouse (en)
- The Palm